# Arado Ar 231
El Arado Ar 231 fue un hidroavión ligero, desarrollado por la firma Arado Flugzeugwerke como avión explorador para submarinos. La necesidad de almacenarlo dentro del submarino exigía compromisos en diseño por lo que este prototipo fue poco utilizado. Tenía una forma bastante pequeña y atractiva y las alas podían plegarse una sobre la otra para que cupiera en un compartimiento estanco del submarino; sin embargo, las pruebas demostraron que era difícil de controlar tanto en el aire como en el agua por lo que el proyecto fue abandonado a favor del helicóptero cometa Focke-Achgelis Fa 330 Bachstelze.

## Diseño y desarrollo
Diseñado desde un principio para su uso en submarinos "cruceros", como el Tipo XI B, el Ar 231 era un aparato de ala en parasol, impulsado por un motor lineal Hirth HM 501 de 119 kW (160 cv), con un peso máximo de 1050 kg y ¡ una envergadura de 10,17 m. El diseño llevó a un avión simple y compacto que pudiera ser entibado dentro de un tubo-hangar estanco de 7,50 m de largo por 2,25 m de diámetro y la facilidad de montaje y desmontaje en un tiempo mínimo. Para facilitar el almacenamiento las alas del Ar 231 el avión contaba con secciones desmontables que dos operadores podían manejar en menos de seis minutos. Una característica inusual era un diseño de ala de desvío, con la raíz de ala de babor a la sección de centro inclinado del ala (elevada sobre el fuselaje, como en todos los diseños de Ala de parasol) y más bajo que el ala de estribor, para permitir que una pudiera plegarse sobre la otra.
Durante 1941 se terminaron seis prototipos, todos ellos propulsados con motores Hirth HM 501. Las pruebas revelaron que el Ar 231 era frágil, poco potente y difícil de volar incluso con buen tiempo. Algunas de las pruebas fueron realizadas en el Handelsstörkreuzer 6 (crucero de interferencia comercial 6) donde se embarcaron dos prototipos, sin embargo, debido a dichas deficiencias, a comienzos de 1942 se canceló el proyecto a favor del helicóptero cometa monoplaza Focke-Achgelis Fa 330

## Especificaciones técnicas (Ar 231 V1)

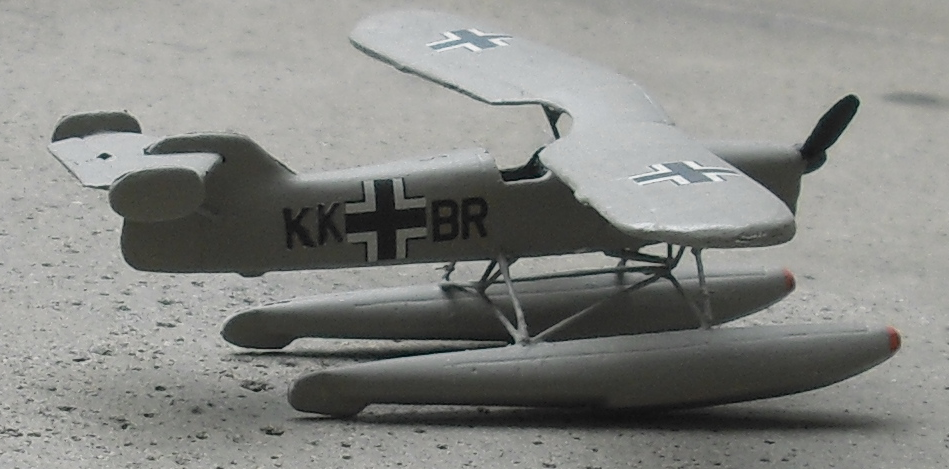
Modelo a escala del Ar 231

- Motor: Hirth HM 501, 6 cilindros invertidos refrigerados por aire de 160 cv

- Peso Vacío: 833 kg

- Peso máximo en despegue: 1050 kg

- Velocidad(máx): 170 km/h

- Alcance: 500 km

- Autonomía máxima: 4 h

- Dimensiones: envergadura: 10,17 m . Longitud: 7,81 m . Altura: 3,12 m . Superficie alar: 15,20 m²

### Secuencias de designación
- Sistema de designación aeronaves del RLM: ← DFS 228 · Ho 229 · DFS 230 · Ar 231 · Ar 232 · Ar 233 · Ar 234 →

### Listas relacionadas
- Anexo:Aeronaves militares de Alemania en la Segunda Guerra Mundial